# Пъстролик тамарин
Пъстролик тамарин (Saguinus inustus) е вид бозайник от семейство Остроноктести маймуни (Callitrichidae).

## Разпространение
Видът е разпространен в Бразилия (Амазонас) и Колумбия.